# 鬼冢承次陨石坑
鬼冢承次陨石坑（Onizuka）是位于月球背面南半部的一座小撞击坑，其名称取自在1986年美国挑战者号航天飞机失事中罹难的日裔美籍宇航员鬼冢承次（埃利森·鬼冢，1946年－1986年），1988年被国际天文学联合会批准接受。

## 描述

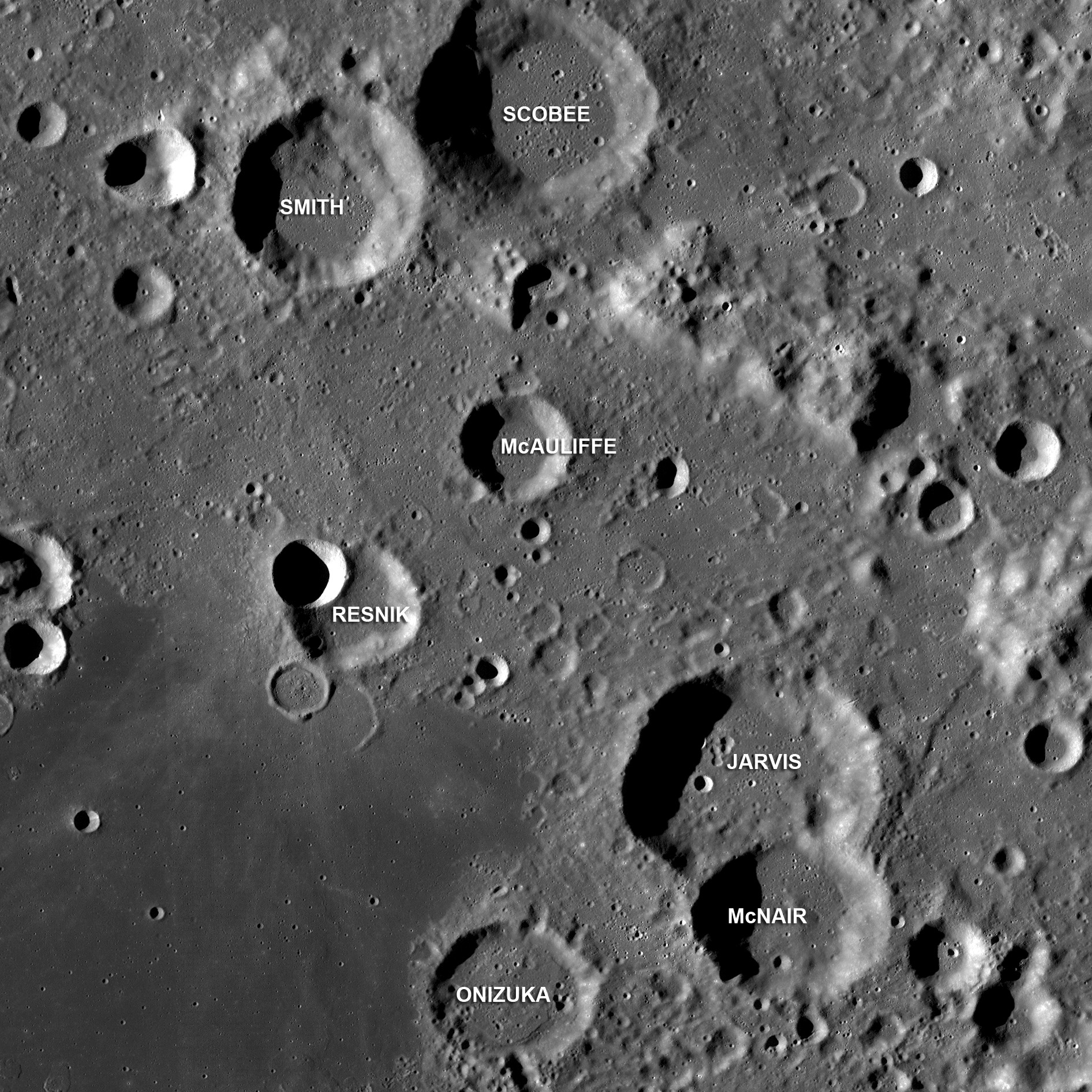
鬼冢承次陨石坑的周边，月球勘测轨道飞行器拍摄。

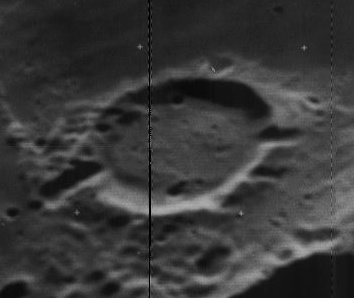
月球轨道器5号拍摄的斜视图

该陨坑位于阿波罗环形山内环中，它的西北偏北及北面分布了蕾斯尼克陨石坑和麦考利夫陨石坑、东北及东北偏东靠近贾维斯陨石坑和麦克内尔陨石坑，而较大的博尔曼环形山及查菲环形山则分别坐落在它的东南偏南和西南偏西方。该陨坑中心月面坐标为36°23′S 149°47′W / 36.38°S 149.79°W，直径26.88公里，深度约1.94公里。

鬼冢承次陨石坑是一座圆碗状的撞击坑，东北侧边缘略为平直，西侧则与阿波罗环形山坑底中央被熔岩覆盖的平原区相接壤。该陨坑受侵蚀程度中等，壁沿仍较为峻峭，南、北二侧分布有小坑链凿切出的宽谷，平整的内壁直落坑底，沿部分坡底堆积有岩屑堆。陨坑坑壁最大高出周边地形880米，内部容积约477公里3。坑底表面相对平坦，散布有许多细小的撞击坑。

## 另请参阅
- Andersson, L. E.; Whitaker, E. A. . NASA RP-1097. 1982.
- Blue, Jennifer. . USGS. July 25, 2007  [2007-08-05]. （原始内容存档于2019-12-05）.
- Bussey, B.; Spudis, P. . New York: Cambridge University Press. 2004. ISBN 978-0-521-81528-4.
- Cocks, Elijah E.; Cocks, Josiah C. . Tudor Publishers. 1995. ISBN 978-0-936389-27-1.
- McDowell, Jonathan. . Jonathan's Space Report. July 15, 2007  [2007-10-24]. （原始内容存档于2019-06-21）.
- Menzel, D. H.; Minnaert, M.; Levin, B.; Dollfus, A.; Bell, B. . Space Science Reviews. 1971, 12 (2): 136–186. Bibcode:1971SSRv...12..136M. doi:10.1007/BF00171763.
- Moore, Patrick. . Sterling Publishing Co. 2001. ISBN 978-0-304-35469-6.
- Price, Fred W. . Cambridge University Press. 1988. ISBN 978-0-521-33500-3.
- Rükl, Antonín. . Kalmbach Books. 1990. ISBN 978-0-913135-17-4.
- Webb, Rev. T. W.  6th revised. Dover. 1962. ISBN 978-0-486-20917-3.
- Whitaker, Ewen A. . Cambridge University Press. 1999. ISBN 978-0-521-62248-6.
- Wlasuk, Peter T. . Springer. 2000. ISBN 978-1-85233-193-1.